# Elin Nordegren
Elin Maria Pernilla Nordegren, née le 1er janvier 1980 à Stockholm (Suède), est un ancien mannequin suédois et l'ex-épouse du joueur de golf professionnel américain Tiger Woods. Sa mère, Barbro Holmberg, est une femme politique suédoise, ancienne ministre des Migrations (Migrationsminister) de 2003 à 2006 ; son père, Thomas, un journaliste de radio ayant été chef de l'antenne de Washington de la radio suédoise.

## Relation avec Tiger Woods
Elin et sa sœur jumelle, Josefin, gardaient les enfants du joueur de golf suédois Jesper Parnevik lorsque celui-ci lui fit rencontrer Tiger Woods lors du British Open 2001.
En novembre 2003, alors que Tiger participe à la Presidents Cup en Afrique du Sud, ils se fiancent officiellement dans la réserve naturelle de Shamwari, près de Port Elizabeth. Le 5 octobre 2004, ils se marient près du 19e trou du terrain de golf privé de Sandy Lane à la Barbade. La cérémonie aurait coûté près d'1,5 million de dollars, comprenant l'achat de l'unique compagnie d'hélicoptères de l'île et la réservation de l'ensemble des chambres de l'hôtel (200 chambres, pour un prix à la nuit allant de 700 à 8000 $).
Le 18 juin 2007, au lendemain de la deuxième place de Tiger Woods à l'US Open 2007, Tiger Woods et Elin Nordegren annoncent la naissance dans la matinée de leur fille, prénommée Sam Alexis.
Le 2 septembre 2008, Tiger Woods annonce sur son site qu'Elin attend un deuxième enfant pour la fin de l'hiver. Le petit garçon, prénommé Charlie Axel, naît le 8 février 2009.
Le 2 décembre 2009, à la suite des révélations de ses diverses conquêtes, Tiger Woods reconnaît avoir trompé à onze reprises son épouse Elin Nordegren. La jeune femme aurait quitté le foyer conjugal avec ses enfants.
Le 28 juin 2010, le site web RadarOnline annonce que le divorce d’avec Tiger Woods est « en bonne voie ». Le 23 août 2010, le divorce est prononcé devant la Bay County Circuit Court de Floride et est annoncé sur le site officiel de Tiger Woods.
Elin vit dans une maison louée à environ un mile (1,6 km) de celle de Tiger. Ce sont des nounous qui font la navette pour apporter les enfants d'un parent à l'autre.

## L'affaire des photographies dénudées truquées
Peu après que fut connue la relation entre Elin Nordegren et Tiger Woods, commencèrent à circuler sur Internet des photographies dénudées d'une femme ressemblant à Elin Nordegren et prétendûment considérée comme elle. Elin Nordegren dont les photographies comme mannequin incluaient des photographies en bikini, nia avec force avoir posé nue. Les photographies étaient en fait celles de Kim Hiott, mannequin pour Playboy, et étaient tirées de l'édition spéciale Nudes de 2000,.
Malgré cette identification et les dénégations répétées d'Elin Nordegren et de Tiger Woods, le magazine irlandais The Dubliner publia en septembre 2006 — peu avant la Ryder Cup 2006 — un article, intitulé « Ryder Cup Filth for Ireland », qui faisait figurer les photographies dénudées d'Hiott et considérées comme celles de Nordegren. Woods affirma que c'était « inacceptable » et son agent, Mark Steinberg, déclara : « Tout le monde savait que ce n'était pas elle. C'était évident. »
Steinberg déclara également que le couple envisageait d'intenter une action en justice contre le magazine. The Dubliner s'excusa et écrivit que cette publication des photographies était du même ordre que les « publications des tabloïds ».